# Le Faucon gentleman détective
Pour plus de détails, voir Fiche technique et Distribution.
Le Faucon gentleman détective (The Gay Falcon) est un film américain réalisé par Irving Reis, sorti en 1941.

## Fiche technique
- Titre original : The Gay Falcon
- Titre français : Le Faucon gentleman détective ou Un document a été volé[2]
- Réalisation : Irving Reis
- Scénario : Lynn Root et Frank Fenton d'après une nouvelle de Michael Arlen
- Direction artistique : Van Nest Polglase
- Costumes : Renié
- Photographie : Nicholas Musuraca
- Montage : George Crone
- Musique : Paul Sawtell
- Société de production : RKO Pictures
- Pays de production : États-Unis
- Format : Noir et blanc - 1,37:1
- Genre : policier
- Durée : 67 minutes
- Dates de sortie : 
  - États-Unis : 1941
  - France : 13 mars 1953 (inédit à Paris, distribué en province)[2]

## Distribution
- George Sanders : Gay Laurence alias le Faucon
- Wendy Barrie : Helen Reed
- Allen Jenkins : Jonathan G. 'Goldie' Locke
- Nina Vale (en) : Elinor Benford
- Gladys Cooper : Maxine Wood
- Edward Brophy : Détective Bates
- Arthur Shields : Inspecteur Mike Waldeck
- Damian O'Flynn (en) : Noel Weber
- Turhan Bey : Manuel Retana
- Eddie Dunn (en) : Détective Grimes
- Lucile Gleason : Vera Gardner
- Willie Fung : Jerry